# Torre PwC
La Torre PwC, coneguda anteriorment com a Torre Sacyr Vallehermoso, és un gratacels de Madrid situat a la zona Cuatro Torres Business Area. S'alça un total de 236 metres gràcies a 52 plantes, encara que originàriament estava prevista una alçada de 215 m. Està destinat principalment a oficines encara que també alberga habitacions d'hotel.